# Старокостянтинів I
Старокостянтинів I — вузлова проміжна станція 4-го класу Жмеринської дирекції Південно-Західної залізниці. Розташована в місті Старокостянтинів Хмельницької області.
Від станції Старокостянтинів I відгалужуються лінії на:
- Шепетівку (завдовжки 70 км)
- Варшицю (110 км)
- Гречани (52 км).

## Історія
Станція відкрита 1914 року. 

## Пасажирське сполучення
На станції зупиняється лише одна пара приміських поїздів сполученням Шепетівка — Хмельницький.